# Isopieze
Isopiezen (von altgriechisch ἴσος ísos ‚gleich‘ sowie griechisch piézo ‚ich drücke, presse‘ von πιέζειν piezein „drücken, pressen“‘) sind Linien gleicher Druckhöhe, insbesondere in der Hydrogeologie.
Auf hydrogeologischen Karten kennzeichnen Isopiezen (Hydroisopiezen) die Orte, an denen die gleiche Wasserdruckhöhe des unterirdischen (artesischen) Wassers herrscht. Der Abstand der Isopiezen gibt einen Hinweis auf die Stärke des horizontalen Druckgefälles in einem Gebiet.
Die Angaben zur Wasserdruckhöhe in hydrogeologischen Karten beziehen sich in der Regel auf Normalnull. Die Werte der Messstationen müssen für Normalnull mit Hilfe der Reduktion auf Meereshöhe korrigiert werden.